# Церковь Святых Апостолов Петра и Павла (Ратинген)
Церковь Святых Апостолов Петра и Павла (нем.  St. Peter und Paul) — католическая церковь в городе Ратинген (федеральная земля Северный Рейн-Вестфалия). Церковь расположена между центральной площадью города Марктплац Marktplatz и улицами Kirchgasse и Oberstraße.

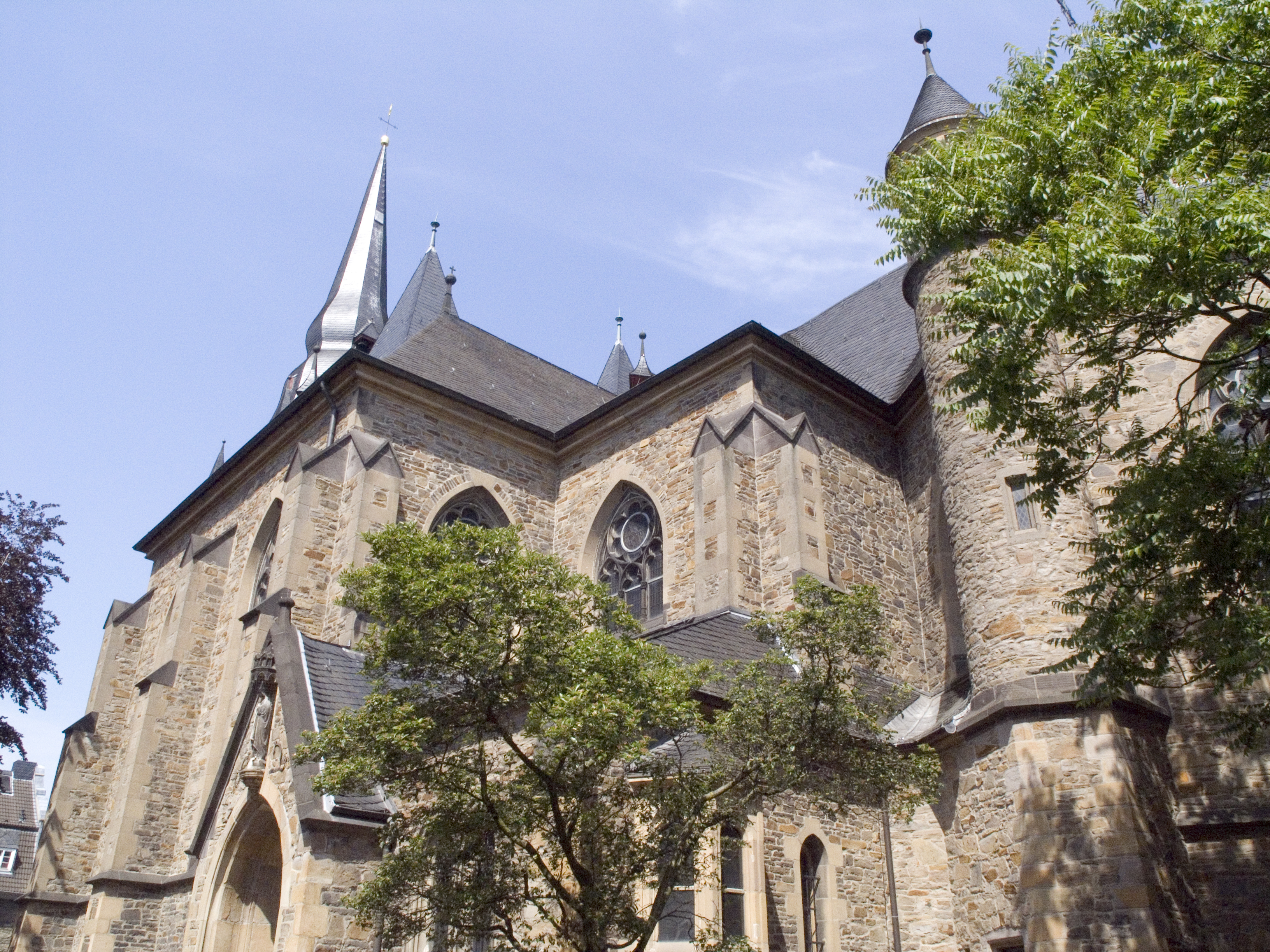
Вид на церковь с южной стороны

Здание церкви было возведено в середине XII века. Столетие спустя однонефная базилика была заменена трехнефной и в этом виде просуществовала до конца XIX века. В 1892—1894 годах церковь была расширена по проекту архитектора Хайнриха Витхазе при этом церковный хор был перестроен в неоготическом стиле.

Во время второй мировой войны церковь была частично разрушена и восстановлена только к 1970 году. Из-за опасности обрушения в 1996—1998 годах в церкви были проведены крупномасштабные ремонтные работы.